# Nagia monosema
Nagia monosema là một loài bướm đêm trong họ Noctuidae.